# خورخي أوبريجون
خورخي أوبريجون (بالإسبانية: Jorge Obregón)‏ هو لاعب كرة قدم كولومبي في مركز الهجوم، ولد في 29 مارس 1997 في Puerto Tejada, Cauca ‏ في كولومبيا. لعب مع إنديبنديينتي سانتا في.

## وصلات خارجية
- خورخي أوبريجون على موقع قاعدة بيانات كرة القدم.إي يو (الإنجليزية)
- خورخي أوبريجون على موقع Soccerway.com (الإنجليزية)